# Contea di Runan
La contea di Runan (汝南县S, Rǔnán XiànP) è una contea della Cina, situata nella provincia di Henan e amministrata dalla prefettura di Zhumadian.